# The Moon and the Nightspirit
The Moon and the Nightspirit est un groupe hongrois de folk. Formé en 2003 par Ágnes Tóth et Mihály Szabó, leurs chansons parlent principalement de contes fantastiques païens et de chamanisme.

## Histoire
Les paroles de leur premier album, sorti en 2005, sont principalement en anglais, mais contiennent cependant deux chansons dans leur langue natale. Leur deuxième album, Rego Rejtem, sort en 2007 et est entièrement chanté en hongrois. Leur musique mélancolique de cet album est comparée à du Ataraxia et Chandeen. Durant leur phase de concerts en Europe, The Moon and the Nightspirit joue lors de festivals de musique tels que Wave-Gotik-Treffen (en Allemagne) et au Castle Party (Pologne).
En 2009, le groupe sort son troisième album Ősforrás concentré sur le thème du vieux sage et du mysticisme de la nature. Il est comparé à l'album Pagan-Folk du groupe Omnia mais cela semblait plus transparent car le groupe apposer sa propre marque dans le milieu. Le magazine Side-Line considère que cet album fut le plus accompli et le plus diversifié.
The Moon and the Nightspirit reçoit des avis favorables de la part de la presse. 

## Style musical
Leur style est classé « légèrement oriental » mais est aussi bien vu comme un mix de musiques médiévales et de chansons folkloriques hongroises, la façon de chanter d'Ágnes Tóth est même comparée à celle d'Elisabeth Toriser de Dargaard. Ils sont aussi acclamés comme étant multi-instrumentistes, utilisant des instruments traditionnels tels que le morin khuur mongol ainsi que la flûte Fujara.